# Lung–gom–pa

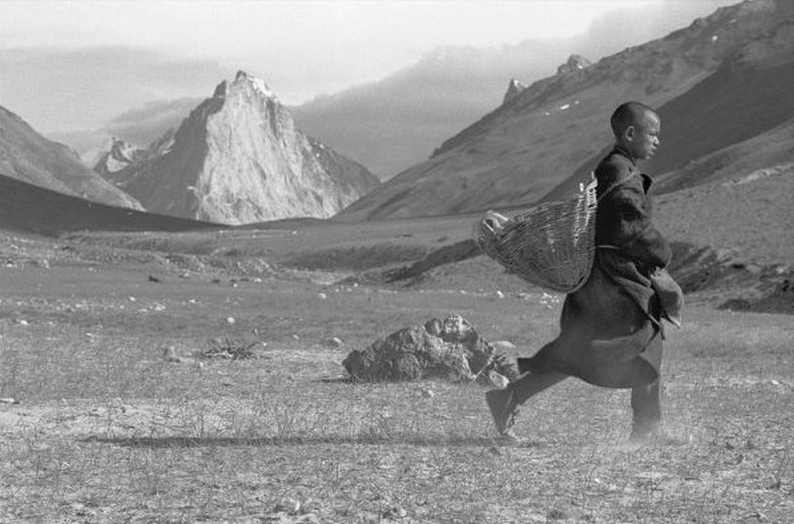
Lunggompa na své cestě Himálajem

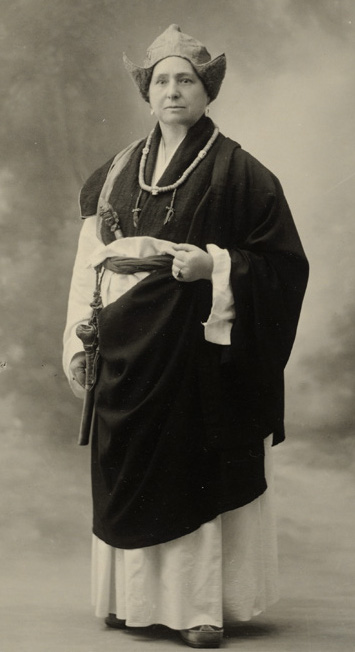
Alexandra David-Néelová, Tibet (1933)

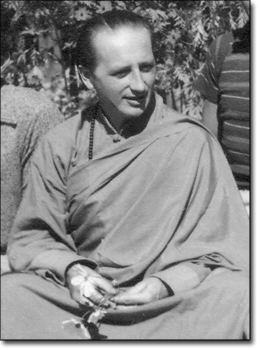
Lama Anagárika Góvinda v internačním táboře během druhé světové války (1939–1945)

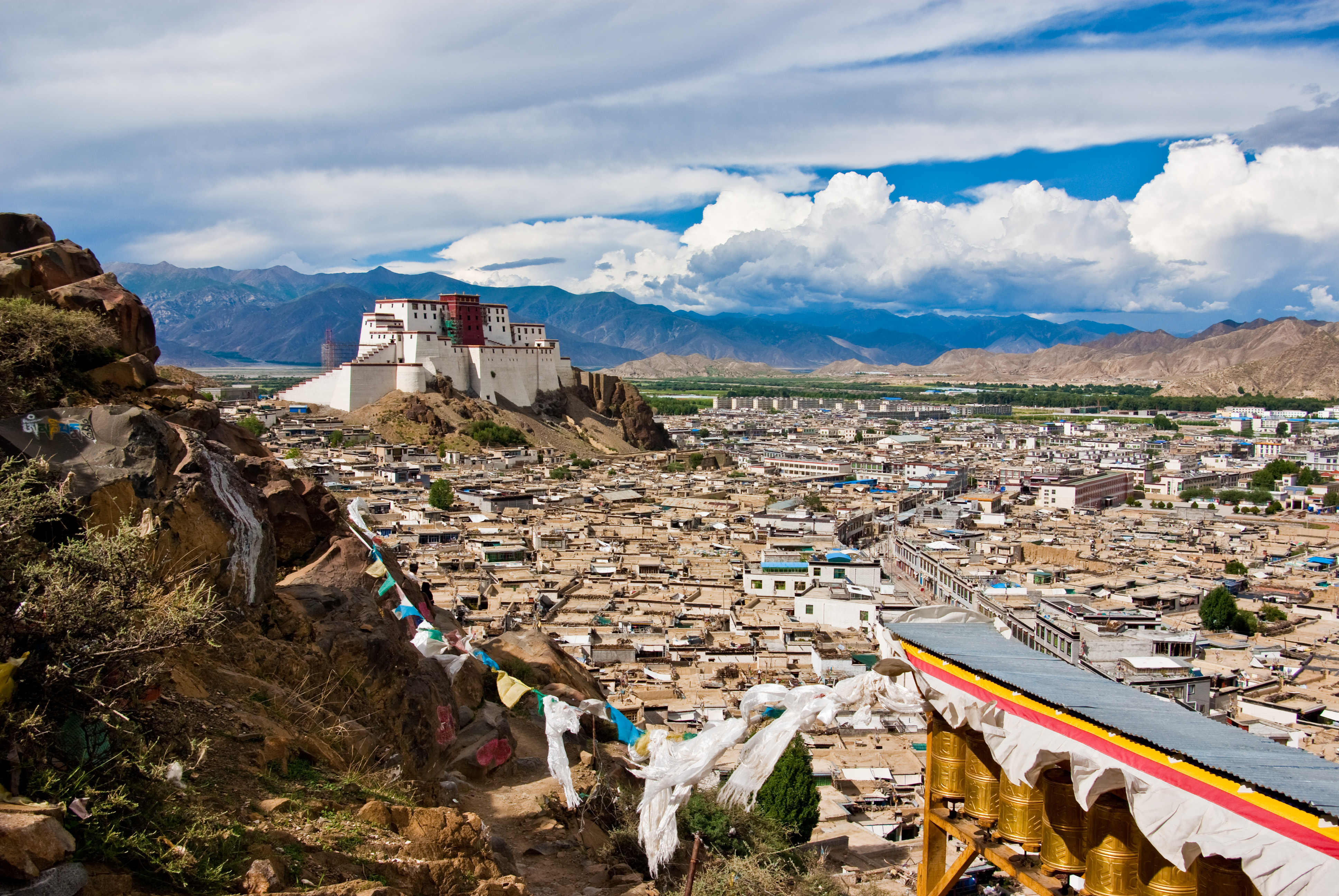
Pohled na tibetské město Shigatse, (městský obvod Samdrub-ce), (2009)

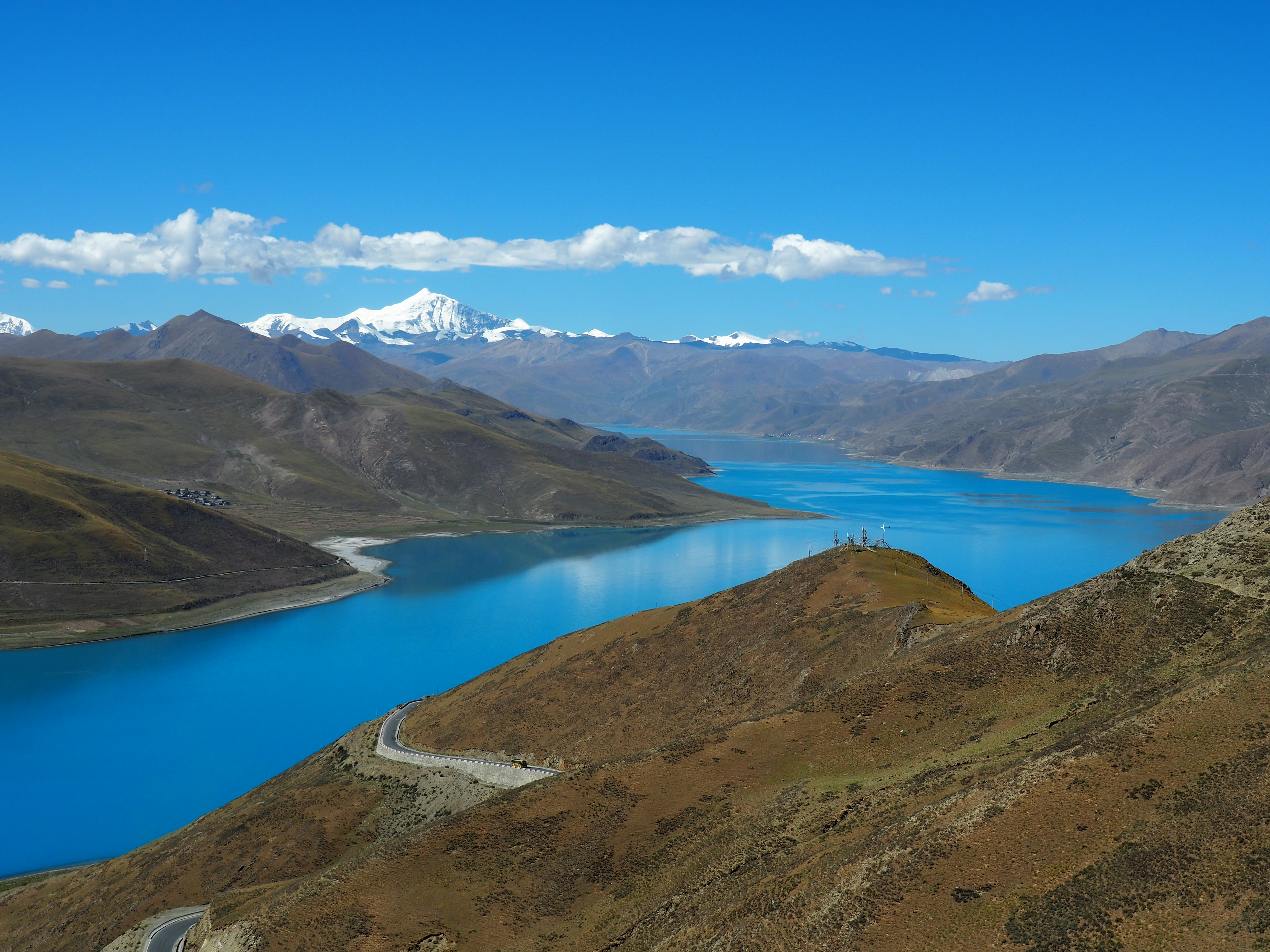
Jezero Yamdrok (2015)

Lung–gom–pa je termín v tibetském buddhismu odkazující na esoterickou dovednost, o níž se tvrdí, že při ní může praktikující adept (chodec) běžet mimořádně vysokou rychlostí bez únavy na velkou vzdálenost bez zastavení po dobu několika dní. Tuto techniku lze vzdáleně přirovnat k asketické praxi, jakémusi „maratonu smrti“ Kaihōgyō, který praktikovali buddhističtí mniši Tendai japonské školy mahájánového buddhismu a který spočíval v každodenním (obvykle ve 100 nebo 200 denních cyklech) zdolávání mnoho desítek kilometrů (typicky 30, 40, 60 nebo 84 km) dlouhých (převážně nočních) náročných pochodů po stezkách japonské hory Hiei. Rovněž je možno tuto techniku přibližně přirovnat k některým praktikám členů japonské synkretické sekty Šugendó (řád horských asketů).

## Alexandra David-Néelová
Belgicko-francouzská cestovatelka, průzkumnice, spiritualistka, buddhistka a spisovatelka Alexandra David-Néelová byla (po svém návratu z Tibetu) přesvědčena, že dechovými technikami a technikami meditací lze dosáhnout stavu mysli, který překonává fyzikální zákony a umožňuje adeptovi mimořádné schopnosti.  Během svých cest potkala na tibetské náhorní planině několikrát – lunggompy – podivuhodné chodce / běžce a později o nich napsala:
Kráčejí s neobvyklým držením těla a dokonale klidnou tváří. Mají široce otevřené oči a jejich pohled je upřen na nějaký neviditelný, vzdálený předmět, umístěný kdesi nahoře v prostoru. ... Tento muž neběžel; zdálo se, jako by se vznášel nad zemí, postupovav (vpřed) skoky. Vypadalo to, jako kdyby byl obdařen pružností míče a odražen pokaždé, když se jeho nohy dotkly země. Jeho krok měl pravidelnost kyvadla. 
Alexandra David-Néelová,  „Magic and Mystery in Tibet“ („Mystikové a mágové v Tibetu“), 
Podle Alexandry David-Néelové se tibetský buddhistický Ngagpa a básník Milaräpa chlubil tím, že během několika dní zdolal vzdálenost, jenž by mu před tréninkem v černé magii trvala celý měsíc. Svůj „dar“ připisoval chytré kontrole svého „vnitřního vzduchu“. Alexandra David-Néelová komentovala toto tvrzení vysvětlením, že v lámově domě, kde se Milaräpa učil černé magii žil „trapa“ (mnich), který používal stejnou techniku a byl v pohybu rychlejší než kůň.

## Anagárika Góvinda
Německo–švédský cestovatel a spisovatel Ernst Lothar Hoffmann známý ve světě pod svým buddhistickým jménem jako lama Anagarika Govinda (1898–1985) (v české transkripci uváděn jako Anagárika Góvinda) byl zakladatelem řádu „Arya Maitreya Mandala“, vykladačem tibetského buddhismu, buddhistických kanonických textů (Abhidharma (Sanskrit) nebo Abhidhamma (Pali)), buddhistické meditace jakož i dalších aspektů buddhismu. (Byl také malířem a básníkem.) Lama Anagárika Góvinda podnikl v letech 1947 až 1949 rozsáhlou pouť Tibetem. Ve svém cestopise „Cesta bílých oblaků“ popsal přípravu nutnou ke zvládnutí lunggomu. Uvedl i řadu spirituálních, psychologických a fyziologických aspektů, jimiž se chůze (běh) lunggompů vyznačuje. Adept lunggompu se učí během buddhistické meditace a dechových cvičení ovládat svoji pránu pomocí praktik vědomého dýchání do té míry, až se dostaví „magická síla“ projevující se „navenek“ snížením jeho tělesné váhy nebo poklesem gravitační síly působící na jeho (adeptovo) hmotné tělo. Umění lunggompů nebylo samoúčelné. Tito muži vykonávali v Tibetu (v náročném a členitém horském terénu v nadmořských výškách kolem 4000 metrů nad mořem) funkci poslů (obdobně jako v říši Inků zajišťovali přenos informací i zboží štafetovým způsobem poslové – běžci „chasquís“).

## Výcvik lunggompu
Adept pobýval asi tři roky a tři měsíce (někdy ovšem až devět let) sám na odloučeném místě v jeskyni. Žil v jednoduché meditační poustevně. Jídlo dostával malým otvorem ve zdi, žádný lidský kontakt mu nebyl dovolen. Během této doby trávil většinu času dechovými cvičeními, meditacemi a zpěvem buddhistických manter. Z pozice sedu se zkříženýma nohama (na podušce) se pokoušel bez použití rukou (s plicemi naplněnými vzduchem) vyskočit z místa. (Toto cvičení „jogínského létání“ opakoval téměř „do nekonečna“ a doprovázel jej vizualizacemi (živými mentálními představami) celého svého těla naplněného vzduchem.) Postupem času byl schopen hluboce syntetizovat svůj dech a pohyb. Po uplynutí stanovené doby (tří až devíti let) se adept z jeskyně vrátil do kláštera a ve změněném stavu vědomí dokázal být „lehký jako pírko“. Adept se stal tak „lehkým a jemným“, že se mohl pohybovat rychlostí cválajícího koně aniž by se dotýkal země. Byl údajně schopen po dobu 48 hodin uběhnout bez odpočinku vzdálenost 200 mil za jediný den.

## Etymologie
- Slovo „lung“ znamená nejen vzduch, ale i jemnou životní energii či psychickou sílu – pránu (jak by ji nazvali indičtí jogíni).[6][9] (Podobně jako řecké slovo „pneuma“ může tedy znamenat „vzduch“ i „duch“ zároveň, nebo jej lze použít pro „element vzduchu“.[6])
- Slovo „gom“ znamená meditaci, kontemplaci, koncentraci mysli a duše na určitý předmět.[6][9]
- Výraz „lung–gom“ (nebo též psáno bez spojovníků jako „lunggom“) slouží občas k označení vlastní techniky respektive zvláštního mentálního stavu v němž se mniši (chodci, běžci) nacházejí.[6] [p 2]
- Výraz „lung–gom–pa“ (nebo též psáno bez spojovníků jako „lunggompa“) je tedy někdo, kdo ovládl umění využití své duchovní energie prostřednictvím soustředěné meditace a vědomého dýchání k překročení fyzických hranic svého hmotného těla.[9] [p 3]

## Historie
Počátkem 20. století se lunggompa praktikovalo jen ve dvou klášterech: Nyang-to Kyi-phug (Nyang-tö kyi-phug) (poblíž tibetského města Shigatse) a Samding.  Takto vycvičený mnich byl schopen sloužit jako „maheketang“ – běžec, který byl každý rok vysílán do vzdálených koutů země, aby sbíral duchovní démony, kteří pronásledují zemi. Běžci maheketang byli vybíráni z lunggompů v klášterech Samding nebo Nyang-to Kyi-phug a vydávali se v listopadu na svoji šest týdnů trvající pouť centrální částí Tibetu, aby vyhledali démony a pozvali je do kláštera, kde byli tito démoni utlumeni náboženským obřadem. V roce 1950 po čínské invazi do Tibetu, kdy Číňané zničili většinu tibetských klášterů, převedli Tibeťané výcvik techniky lunggompa do ilegality. Současně se zničením klášterů utrpěl i výcvik těchto běžců.